# Primeira-dama da Alemanha
A esposa do Presidente da República Federal da Alemanha é considerada a Primeira Dama da Alemanha (Erste Dame im Staat em alemão), embora este título seja pouco oficial.

## República de Weimar
| Nº | Retrato | Primeira-dama            | Período                 | Período                 | Presidente          |
| -- | ------- | ------------------------ | ----------------------- | ----------------------- | ------------------- |
| 1  |         | Louise Ebert             | 11 de fevereiro de 1919 | 28 de fevereiro de 1925 | Friedrich Ebert     |
| 2  |         | Margarete von Hindenburg | 12 de maio de 1925      | 2 de agosto de 1934     | Paul von Hindenburg |

## Terceiro Reich
O papel de Primeira-dama sob a Alemanha nazista é controverso, visto que Adolf Hitler recusa-se a casar com sua amante de longa data Eva Braun, para aparecer "casado com a Alemanha", fazendo-o somente em seu último dia de vida. Hitler pôs fim à tradição de primeira-dama, preferindo destacar o modelo da Mãe Alemã encarnada depois dele por Magda Goebbels, a esposa de seu ministro da Propaganda, Joseph Goebbels, que aparecia regularmente em recepções oficiais e em telas de propaganda nazista e assim aparece como Primeira-dama do Reich.
| Retrato | Mãe Alemã e Primeira-dama do Reich | Período             | Período           | Presidente             | Presidente  |
| ------- | ---------------------------------- | ------------------- | ----------------- | ---------------------- | ----------- |
|         | Magda Goebbels                     | 2 de agosto de 1934 | 1 de maio de 1945 | Adolf Hitler (Führer ) | Karl Dönitz |

| Nº | Retrato | Primeira-dama   | Período             | Período             | Presidente             |
| -- | ------- | --------------- | ------------------- | ------------------- | ---------------------- |
| 1  |         | Eva Hitler      | 29 de abril de 1945 | 30 de abril de 1945 | Adolf Hitler (Führer ) |
| 2  |         | Ingeborg Dönitz | 30 de abril de 1945 | 23 de maio de 1945  | Karl Dönitz            |

## República Democrática da Alemanha
| Nº                     | Retrato                | Primeira-dama / Primeiro-cavalheiro | Período                | Período               | Presidente           |
| ---------------------- | ---------------------- | ----------------------------------- | ---------------------- | --------------------- | -------------------- |
| Vago; presidente viúvo | Vago; presidente viúvo | Vago; presidente viúvo              | 11 de outubro de 1949  | 7 de setembro de 1960 | Wilhelm Pieck        |
| 1                      |                        | Lotte Ulbricht                      | 12 de setembro de 1960 | 1 de agosto de 1973   | Walter Ulbricht      |
| 2                      |                        | Alice Stoph                         | 3 de outubro de 1973   | 26 de outubro de 1976 | Willi Stoph          |
| 3                      |                        | Margot Honecker                     | 29 de outubro de 1976  | 18 de outubro de 1989 | Erich Honecker       |
| 4                      |                        | Erika Krenz                         | 24 de outubro de 1989  | 6 de dezembro de 1989 | Egon Krenz           |
| 5                      |                        | Brigitte Gerlach                    | 7 de dezembro de 1989  | 5 de abril de 1990    | Manfred Gerlach      |
| 6                      |                        | Jürgen Bergmann                     | 5 de abril de 1990     | 2 de outubro de 1990  | Sabine Bergmann-Pohl |

## República Federal da Alemanha
| Nº | Retrato | Primeira-dama           | Período                | Período                 | Presidente              |
| -- | ------- | ----------------------- | ---------------------- | ----------------------- | ----------------------- |
| 1  |         | Elly Heuss-Knapp        | 12 de setembro de 1949 | 19 de julho de 1952     | Theodor Heuss           |
| 2  |         | Wilhelmine Lübke        | 13 de setembro de 1959 | 30 de junho de 1969     | Heinrich Lübke          |
| 3  |         | Hilda Heinemann         | 1 de julho de 1969     | 30 de junho de 1974     | Gustav Heinemann        |
| 4  |         | Mildred Scheel          | 1 de julho de 1974     | 30 de junho de 1979     | Walter Scheel           |
| 5  |         | Veronica Carstens       | 1 de julho de 1979     | 30 de junho de 1984     | Karl Carstens           |
| 6  |         | Marianne von Weizsäcker | 1 de julho de 1984     | 30 de junho de 1994     | Richard von Weizsäcker  |
| 7  |         | Christiane Herzog       | 1 de julho de 1994     | 30 de junho de 1999     | Roman Herzog            |
| 8  |         | Christina Rau           | 1 de julho de 1999     | 30 de junho de 2004     | Johannes Rau            |
| 9  |         | Eva Köhler              | 1 de julho de 2004     | 31 de maio de 2010      | Horst Köhler            |
| 10 |         | Bettina Wulff           | 30 de junho de 2010    | 17 de fevereiro de 2012 | Christian Wulff         |
| 11 |         | Daniela Schadt          | 18 de março de 2012    | 18 de março de 2017     | Joachim Gauck           |
| 12 |         | Elke Büdenbender        | 19 de março de 2017    | à atualidade            | Frank-Walter Steinmeier |